# Oktober 2011
| Oktober 2011 |
| Månader under 2011: Januari · Februari · Mars · April · Maj · Juni · Juli · Augusti · September · Oktober · November · December ← December 2010 · Januari 2012 → |

## Händelser

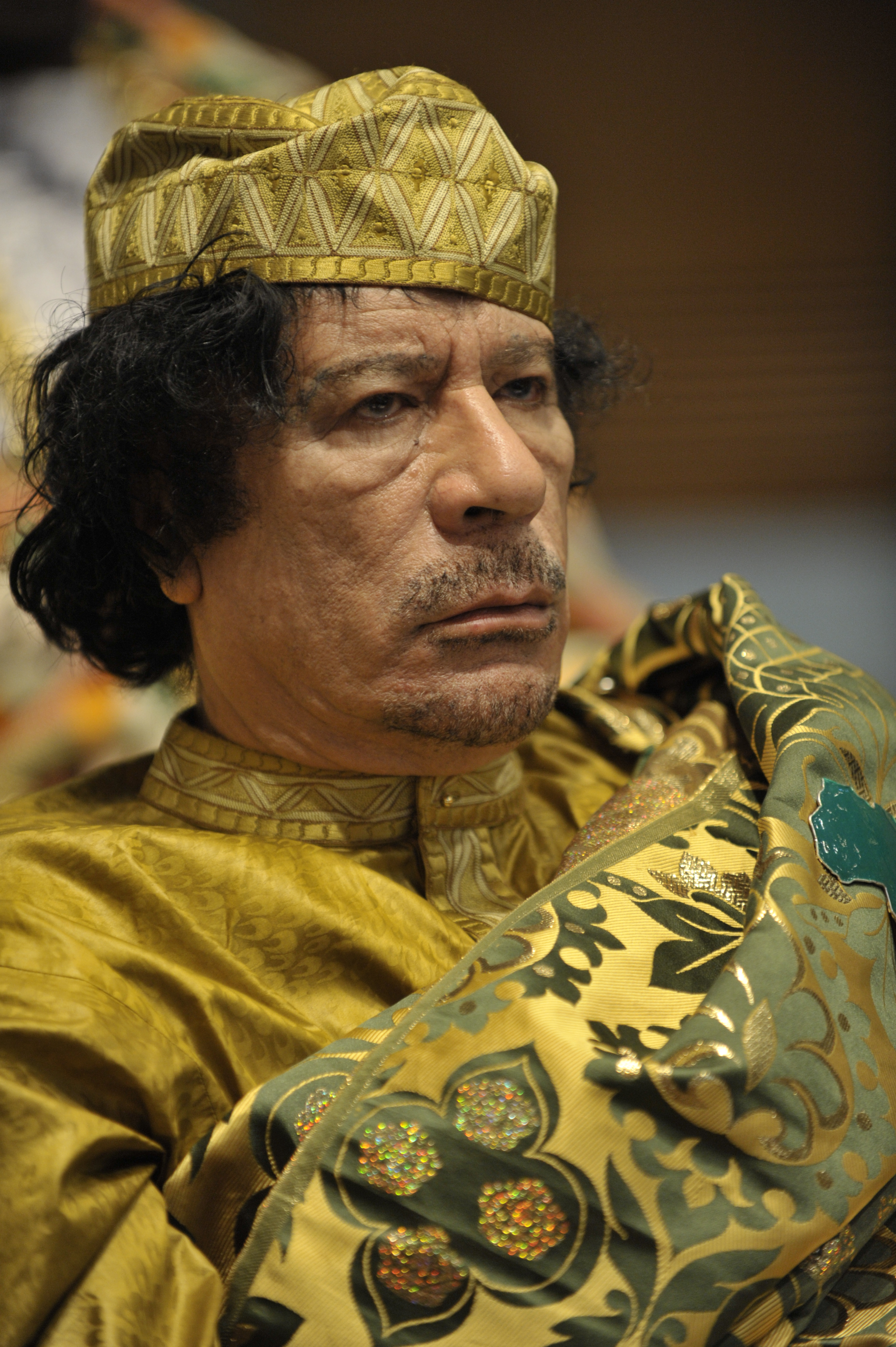
Muammar al-Gaddafi

### 3 oktober
- Helle Thorning-Schmidt efterträder Lars Løkke Rasmussen och blir därmed Danmarks första kvinnliga statsminister.

### 5 oktober
- En ny motorväg mellan Enånger och Hudiksvall invigs.

### 6 oktober
- Svenska Akademien meddelar att Nobelpriset i litteratur ska tilldelas Tomas Tranströmer.

### 7 oktober
- De svenska Socialdemokraternas partiledare Håkan Juholt blir påkommen med att ha tagit ut för mycket bidrag för sin övernattningslägenhet.
- Vänsterpartiets och Socialdemokraternas partiledare Jonas Sjöstedt och Håkan Juholt meddelar att de hoppar av en partiledardebatt som skulle hållits i TV-programmet Agenda följande söndag. Anledningen var att SVT ville att Sjöstedt, Juholt och Miljöpartiets Åsa Romson skulle stå på samma sida som Sverigedemokraternas Jimmie Åkesson.[1]

### 11 oktober
- Ukrainas före detta premiärminister Julia Tymosjenko döms till sju års fängelse för maktmissbruk.

### 17 oktober
- SJ AB presenterar sina nya SJ 3000-tåg.

### 18 oktober
- En explosion inträffar i den turkiska staden Bitlis. Fem poliser och fyra civila dödas och två civila skadas i explosionen. Laddningen ska ha varit placerad vid vägkanten och utlösts med fjärrkontroll. Den kurdiska rebellgruppen PKK misstänks för dådet.

### 19 oktober
- PKK överfaller turkiska soldater, varvid totalt 24 soldater dödas och 18 skadas i staden Hakkari.

### 20 oktober
- Libyens förre ledare Muammar al-Gaddafi grips av rebellerna och blir skjuten i båda benen samt i huvudet. Muammar al-Gaddafi skadas allvarligt och dör senare av skadorna.

### 23 oktober
- En kraftig jordbävning med magnituden 7,2 på Richterskalan drabbar staden Van i Turkiet. 604 personer har hittats döda och 4 152 personer har hittats skadade. Landets myndigheter uppskattar att dödssiffran kan stiga till mellan 500 och 1000 personer.